# SJ M
Die Baureihe SJ M waren für die schwedische Staatsbahnen Statens Järnvägar (SJ) von Allmänna Svenska Elektriska Aktiebolaget (ASEA) gebaute Elektrolokomotiven. Den mechanischen Teil lieferten die Vagn- & Maskinfabriksaktiebolaget Falun sowie Nydqvist och Holm in Trollhättan zu.
Die 1944 und 1945 gelieferten Lokomotiven gehörten mit zu den ersten schwedischen Drehgestell-Lokomotiven.

## Geschichte
Nachdem die Norrland-Linien in den frühen 1940er Jahren elektrifiziert wurden, benötigten SJ eine starke Elektrolokomotive für die Bespannung der schweren Güterzüge, vor allem in der Relation Långsele–Boden.
Die Baureihe D war zu schwach für die Langstrecken im Norden und die Lokomotiven der Reihe Of waren für eine gute Kurvenläufigkeit zu lang. Die Forderung nach größerer Zugkraft bedeutete zudem die Abkehr von der bei der Baureihe D verwendeten Niederspannungsregelung hin zur Hochspannungsregelung, die bei der 1942 gebauten Baureihe F bereits im Einsatz war. Da die Lokomotive durch ihre Motorisierung entsprechend schwer wurde, erhielt sie die Achsfolge Co’Co’.
Die SJ waren anfangs hinsichtlich des Baues von Drehgestell-Lokomotiven sehr skeptisch. Allerdings waren sie gegenüber den Stangenlokomotiven eine sehr gute Alternative. Beim Bau konnte auf die Erfahrungen mit den bereits im Einsatz befindlichen Baureihen Ha, Hb und Hc zurückgegriffen werden.

## Technische Ausführung
Die Lokomotiven erhielten Lokkästen aus Stahl in Schweißtechnik. Allerdings traten Probleme mit Rissbildungen auf. Für Reparaturen wurden daher traditionelle Techniken mit Nieten verwendet.
Die Maschinenanlage wurde nicht symmetrisch aufgebaut, mit der Folge, dass die Lokomotive ein unsymmetrisches Aussehen hatte. Sichtbar wurde dies durch Seitenfenster, da der Gang durch den Maschinenraum seitlich angelegt war.
Bereits im Juli 1945 waren alle Einheiten jeden Tag in diesem Monat in Betrieb.

## SJ Mg
1956 wurde die Baureihe mit der neuen Bezeichnung Mg versehen.

## Einsatz
Als erste Lokomotive wurde Mg 606 1959 in Notviken ausgemustert und verschrottet. Die ersten Abstellungen innerhalb der Serie begannen 1975. Die letzten beiden Lokomotiven im Einsatz waren Mg 608 und Mg 620, die 1981 abgestellt wurden.

## Erhaltene Lokomotive
Die Mg 620 wurde 1981 an Stockholms Kultursällskap för Ånga och Järnväg (SKÅJ) in Stockholm verkauft und zwischen 1985 und 1994 wieder betriebsfähig als M 620 hergerichtet.